# Persone di cognome Marino
| Questa pagina contiene informazioni ricavate automaticamente dalle voci biografiche con l'ausilio del template Bio e di un bot. L'aggiornamento è periodico e automatico e ricostruisce completamente la pagina. Se manca una persona in questa lista, sei pregato di non aggiungerla, ma accertati piuttosto che la sua voce biografica contenga il template Bio e che i dati anagrafici siano correttamente compilati. Se il template Bio manca, inseriscilo tu stesso o, in alternativa, metti l'avviso {{tmp\|Bio}} che ne segnala la mancanza. Se i dati riportati sono sbagliati, correggi direttamente la voce biografica; le modifiche saranno visibili in questa lista entro pochi giorni. Per chiarimenti vedi il progetto antroponimi. La lista contiene solo le 70 persone che sono citate nell'enciclopedia e per le quali è stato implementato correttamente il template Bio. Pagina aggiornata al 7 giu 2025. |

Questa è una lista di persone presenti nell'enciclopedia che hanno il cognome Marino, suddivise per attività principale.

## Allenatori di calcio(2)
- Pasquale Marino, allenatore di calcio e ex calciatore italiano (Marsala, n. 1962)
- Vincenzo Marino, allenatore di calcio e ex calciatore italiano (Capaccio, n. 1960)

## Arcivescovi cattolici(1)
- Eugene Antonio Marino, arcivescovo cattolico statunitense (Biloxi, n. 1934 - New Rochelle, † 2000)

## Attivisti(1)
- Leonardo Marino, attivista italiano (Pastorano, n. 1946)

## Attori(1)
- Ken Marino, attore e sceneggiatore statunitense (West Islip, n. 1968)

## Attrici(2)
- Loredana Marino, attrice e cantautrice italiana (Acireale, n. 1970)
- Marilina Marino, attrice italiana (Palermo, n. 1992)

## Banchieri(1)
- Tommaso Marino, banchiere italiano (Genova, n. 1475 - Milano, † 1572)

## Botanici(1)
- Pasquale Marino, botanico italiano (Cammarata, n. 1971)

## Calciatori(6)
- Antonio Marino, calciatore italiano (Mazara del Vallo, n. 1988)
- Antonio Marino, calciatore italiano (Padova, n. 1892)
- Giuseppe Marino, ex calciatore italiano (Palermo, n. 1969)
- Guillermo Marino, ex calciatore argentino (Santa Fe, n. 1981)
- Luigi Marino, calciatore italiano (Padova, n. 1895 - Padova, † 1980)
- Vincenzo Marino, ex calciatore italiano (Castelfiorentino, n. 1949)

## Cantautori(1)
- Pino Marino, cantautore e compositore italiano (Roma, n. 1967)

## Cestiste(1)
- Angela Marino, ex cestista neozelandese (Otahuhu, n. 1986)

## Cestisti(1)
- Tommaso Marino, ex cestista, opinionista e youtuber italiano (Siena, n. 1986)

## Chirurghi(1)
- Ignazio Marino, chirurgo e politico italiano (Genova, n. 1955)

## Chitarristi(1)
- Frank Marino, chitarrista e cantante canadese (Montreal, n. 1954)

## Ciclisti su strada(1)
- Jean-Marc Marino, ex ciclista su strada francese (Castres, n. 1983)

## Comici(1)
- Salvatore Marino, comico, cabarettista e attore italiano (Asmara, n. 1960)

## Compositori(1)
- Gerard Marino, compositore statunitense (n. 1968)

## Conduttori radiofonici(1)
- Mauro Marino, conduttore radiofonico, personaggio televisivo e disc jockey italiano (Saluzzo, n. 1967)

## Conduttori televisivi(1)
- Massimo Marino, conduttore televisivo e attore italiano (Roma, n. 1960 - Roma, † 2019)

## Critici cinematografici(1)
- Camillo Marino, critico cinematografico, sceneggiatore e giornalista italiano (Salerno, n. 1925 - Avellino, † 1999)

## Dirigenti sportivi(5)
- Fernando Marino, dirigente sportivo e imprenditore italiano (Martina Franca, n. 1963)
- Francesco Marino, dirigente sportivo e ex calciatore italiano (Melito di Porto Salvo, n. 1970)
- Francesco Marino, dirigente sportivo e ex calciatore italiano (Cerisano, n. 1961)
- Pierpaolo Marino, dirigente sportivo italiano (Avellino, n. 1954)
- Raimondo Marino, dirigente sportivo, allenatore di calcio e ex calciatore italiano (Messina, n. 1961)

## Drammaturghi(1)
- Umberto Marino, commediografo, regista e sceneggiatore italiano (Roma, n. 1952)

## Filosofi(1)
- Luigi Marino, filosofo, storico e letterato italiano (Ravanusa, n. 1847 - Catania, † 1912)

## Ginnaste(1)
- Valentina Marino, ex ginnasta italiana (Siracusa, n. 1977)

## Giocatori di football americano(1)
- Dan Marino, ex giocatore di football americano statunitense (Pittsburgh, n. 1961)

## Giornaliste(1)
- Antonella Marino, giornalista e critica d'arte italiana (Bari, n. 1961)

## Giornalisti(2)
- Pietro Marino, giornalista e critico d'arte italiano (Bari, n. 1931)
- Ruggero Marino, giornalista, scrittore e poeta italiano (Verbania, n. 1940)

## Informatici(1)
- Joy Marino, informatico italiano (Genova, n. 1952)

## Ingegneri(1)
- Algeri Marino, ingegnere italiano (Casoli, n. 1894 - Roma, † 1967)

## Karateka(1)
- Simone Marino, karateka italiano (Firenze, n. 1996)

## Militari(1)
- Mario Marino, militare e marinaio italiano (Salerno, n. 1914 - Salerno, † 1982)

## Musicisti(1)
- Carlo Antonio Marino, musicista italiano (Albino, n. 1670)

## Piloti motociclistici(1)
- Florian Marino, pilota motociclistico francese (Cannes, n. 1993)

## Pittori(1)
- Mafonso, pittore italiano (Frattaminore, n. 1948 - Caserta, † 2019)

## Poeti(1)
- Giovan Battista Marino, poeta e scrittore italiano (Napoli, n. 1569 - Napoli, † 1625)

## Politiche(1)
- Maria Stefania Marino, politica italiana (Enna, n. 1969)

## Politici(7)
- Nardo Marino, politico italiano (Olbia, n. 1964)
- Carlo Marino, politico e avvocato italiano (Caserta, n. 1968)
- Edoardo Marino, politico, avvocato e sindacalista italiano (Aragona, n. 1909 - † 2004)
- Giovanni Marino, politico e avvocato italiano (Aragona, n. 1926 - Aragona, † 2017)
- Luigi Marino, politico italiano (Torre del Greco, n. 1938)
- Mauro Maria Marino, politico italiano (Torino, n. 1963)
- Tom Marino, politico e avvocato statunitense (Williamsport, n. 1952)

## Poliziotti(2)
- Antonino Marino, carabiniere italiano (San Lorenzo, n. 1957 - Bovalino, † 1990)
- Domenico Marino, carabiniere italiano (Napoli, n. 1977)

## Rivoluzionari(1)
- Gaetano Marino, rivoluzionario, anarchico e antifascista italiano (Salemi, n. 1892 - Palermo, † 1943)

## Saggisti(1)
- Adrian Marino, saggista, critico letterario e storico della letteratura romeno (Iași, n. 1921 - Cluj-Napoca, † 2005)

## Scrittori(1)
- Nino Marino, scrittore, sceneggiatore e drammaturgo italiano

## Scultori(2)
- Marino di Teana, scultore italiano (Teana, n. 1920 - Périgny, † 2012)
- Giovan Battista Marino, scultore italiano

## Sindacalisti(1)
- Luigi Marino, sindacalista e politico italiano (Castel Maggiore, n. 1947)

## Snowboarder(1)
- Julia Marino, snowboarder statunitense (Yonkers, n. 1997)

## Storici(1)
- Giuseppe Carlo Marino, storico italiano (Palermo, n. 1939 - Pisa, † 2024)

## Tenniste(1)
- Rebecca Marino, tennista canadese (Toronto, n. 1990)

## Truccatori(1)
- Mike Marino, truccatore statunitense

## Tuffatrici(1)
- Laura Marino, ex tuffatrice francese (Lione, n. 1993)

## Vescovi cattolici(2)
- Calogero Marino, vescovo cattolico italiano (Brescia, n. 1955)
- Francesco Marino, vescovo cattolico italiano (Cesa, n. 1955)

## Senza attività specificata(1)
- Giulio Marino, italiano (Catanzaro, n. 1842 - Crotone, † 1901)